# Krystyn z Ostrowa
Krystyn z Ostrowa (ur. 1352, zm. 1430) – ochmistrz, kasztelan krakowski, wojewoda i kasztelan sandomierski.
Pochodził od Prandotów Rawitów. W 1387 r. został ochmistrzem dworu królowej Jadwigi tym samym stał się jednym z jej najbliższych współpracowników. Od 1392 r. pełnił urząd kasztelana sandomierskiego, a następnie od 1406 wojewody sandomierskiego. W 1410 został kasztelanem krakowskim. W 1410 r. wystawił w bitwie pod Grunwaldem własną chorągiew.
Podpisał pokój toruński 1411 roku.
Był sygnatariuszem aktu unii horodelskiej 1413 roku.
Był sygnatariuszem pokoju mełneńskiego 1422 roku.